# Linia kolejowa nr 280
Linia kolejowa nr 280 – pierwszorzędna linia kolejowa, łącząca stację Opole Groszowice ze stacją Opole Główne.
Jest to linia prawie w całości dwutorowa, o szerokości torów 1435 mm, wybudowana w 1908 roku, zelektryfikowana w roku 2001. 
| odcinek linii | odcinek linii | pociągi pasażerskie | pociągi pasażerskie | szynobusy | szynobusy | pociągi towarowe | pociągi towarowe |
| km pocz.      | km końcowy    | Tor 1               |                     |           |           |                  |                  |
| –0,762        | 1,900         | 40                  | 40                  | 40        |           |                  |                  |
| 1,900         | 4,482         | 20                  | 20                  | 20        |           |                  |                  |
| km pocz.      | km końcowy    | Tor 2               |                     |           |           |                  |                  |
| -0,762        | 1,900         | 50                  | 50                  | 50        |           |                  |                  |
| 1,900         | 4,482         | 20                  | 20                  | 20        |           |                  |                  |